# Tomer Hemed
Tomer Hemed (Kiryat Tiv'on, 2 de maio de 1987) é um futebolista profissional israelense que atua como atacante.

## Carreira
Tomer Hemed começou a carreira no Maccabi Haifa.

## Títulos
Brighton & Hove Albion
- EFL Championship: Vice - 2016–17